# ロザリー 残酷な美少女
ロザリー 残酷な美少女（-ざんこくなびしょうじょ、原題：The Strange Vengeance of Rosalie）は、1972年のアメリカ合衆国のサスペンス・スリラー映画。監督はジャック・スターレット、出演はボニー・ベデリア、ケン・ハワード、アンソニー・ザーブ。日本では劇場未公開で、テレビ放映された。

## あらすじ
セールスマンのバージルは、ハイウェイでネイティブ・アメリカンの少女ロザリーを車に乗せ、砂漠の奥深くにあるという彼女の家まで送っていく。だがバージルと離れたくないロザリーは、彼の車のタイヤをパンクさせ、さらには彼の両足の骨を折り拘束してしまう。ロザリーとの奇妙な生活を強いられるバージルだったが、ある日二人の元にロザリーの祖父が持っていた金のありかを探しにフライという男がやってくる。

## キャスト
※括弧内は日本語吹替（初回放送1977年7月1日『ゴールデン洋画劇場』）
- ロザリー：ボニー・ベデリア（沢井桃子）
- バージル：ケン・ハワード（前田昌明）
- フライ：アンソニー・ザーブ（大塚周夫）